# Hadzsi Kemal ed-Din oglu Ala ed-Din
Hadzsi Kemal ed-Din oglu Ala ad-Din pasa (mai török Hacıkemaleddinoğlu Alâeddin Paşa) (? - 1331. vagy 1332.), az első oszmán nagyvezír. Gazi Orhán bej (később szultán) nevezte ki nagyvezírré 1320-ban.

## Élete
Születési helyéről és születési idejéről nem maradt fenn információ. Édesapja I. Oszmán oszmán szultán, édesanyja Malhun hatun oszmán szultána, bátyja Orhán. Bizonytalan, hogy ő, vagy Orhán volt az elsőszülött fiú, de ennek ellenére Orhán követte I. Oszmánt a trónon. Alaaddin tehetsége a hadseregvezetésben mutatkozott meg. 1320-ban testvérbátyja, Orhán nevezte ki (még bejként) az újonnan megalapított Oszmán Birodalom első nagyvezírévé.

## Halála
1331-ben, vagy 1332-ben halt meg. Bursában temették el.